# Montenerodomo
Montenerodomo est une commune de la province de Chieti dans les Abruzzes en Italie.

## Administration
| Période                                  | Période  | Identité       | Étiquette | Qualité |
| ---------------------------------------- | -------- | -------------- | --------- | ------- |
|                                          | En cours | Angelo Piccoli |           |         |
| Les données manquantes sont à compléter. |          |                |           |         |

### Hameaux
Selvoni, Casale, Fonticelle, Marangola, Verlinghiera, Schiera

### Communes limitrophes
Civitaluparella, Colledimacine, Gamberale, Lettopalena, Palena, Pennadomo, Pizzoferrato, Torricella Peligna